# Paul Castelnau
Paul Castelnau, né le 17 mai 1880 à Paris et mort le 29 juin 1944 à Montredon-Labessonnié, est un géographe et photographe français connu pour ses autochromes.

## Biographie
Il rédige une thèse en géographie à la Sorbonne consacrée aux côtes de la Corse quand éclate la Grande Guerre. Mobilisé, Paul Castelnau est affecté dans les services auxiliaires, en raison d'une forte myopie : il intègre le Service géographique de l'armée, où il dresse des cartes pour les opérations. Maîtrisant par ailleurs la technique de prises de vues sur plaques de verres, il intègre la Section cinématographique et photographique en 1917.   
Ses plaques autochromes, à l'instar de celles de Jean-Baptiste Tournassoud et Fernand Cuville, montrent les régions dévastées du nord et de l'est de la France et les soldats en guerre. Il commence aussi dès cette époque à travailler pour les Archives de la planète, le projet documentaire universaliste du banquier et philanthrope Albert Kahn.  
En 1918, il effectue, en compagnie du réalisateur Jean Prache, une mission au Levant dans le cadre du soutien des Alliés à la rébellion arabe contre l'Empire ottoman: il réalise à cette occasion des photos des paysages et monuments de la région, comme la Grande Pyramide ou le Dôme du Rocher (1 200 plaques de verre noir et blanc et 540 autochromes au total).  
En 2025, l'Établissement de production et de communication audiovisuelle de la Défense, héritier de la Section pour laquelle travailla Paul Castelnau, publie Photographier l'Orient, 1918, un livre qui met en valeur la qualité des images de sa production. Le photographe fait preuve en effet d'une grande maîtrise technique : « Dans toutes ses images, Castelnau compose avec les contrastes, maîtrise la dynamique lumineuse et règle sa chambre pour préserver à la fois textures, volumes et lisibilité. » Malgré la très forte exposition à laquelle sont soumises ses plaques de verres, il parvient à conserver les détails des édifices, comme le dessin subtil des moucharabiehs des maisons traditionnelles de Djeddah ou les détails de la porte monumentale de Jaffa. Il s'intéresse aussi aux paysages désertiques de l'Arabie, sur lesquels il pose son œil de savant, capturant notamment des roches aux formes insolites ou monumentales.  
De retour en France à la fin de l'année 1918, Castelnau termine sa thèse, qu’il soutient en 1920. Il se tourne ensuite vers le cinéma documentaire. Il participe en 1923 à la première croisière Citroën à travers l’Afrique, dont il rapporte la matière de deux films, La Traversée du Sahara en auto-chenilles, sorti en 1923, et Le Continent mystérieux, distribué en 1924 par la société Aubert. En 1926, il tourne Voyage à la Terre de Feu, film auquel collabore Lucien Le Saint, caméraman ayant aussi travaillé pour l'armée et les Archives de la Planète. À la fin des années 1920, il se retire dans le Tarn, où il exerce la profession d’expert-géomètre.     
Il meurt au début de la Libération, abattu dans des circonstances demeurées obscures.     

## Galerie

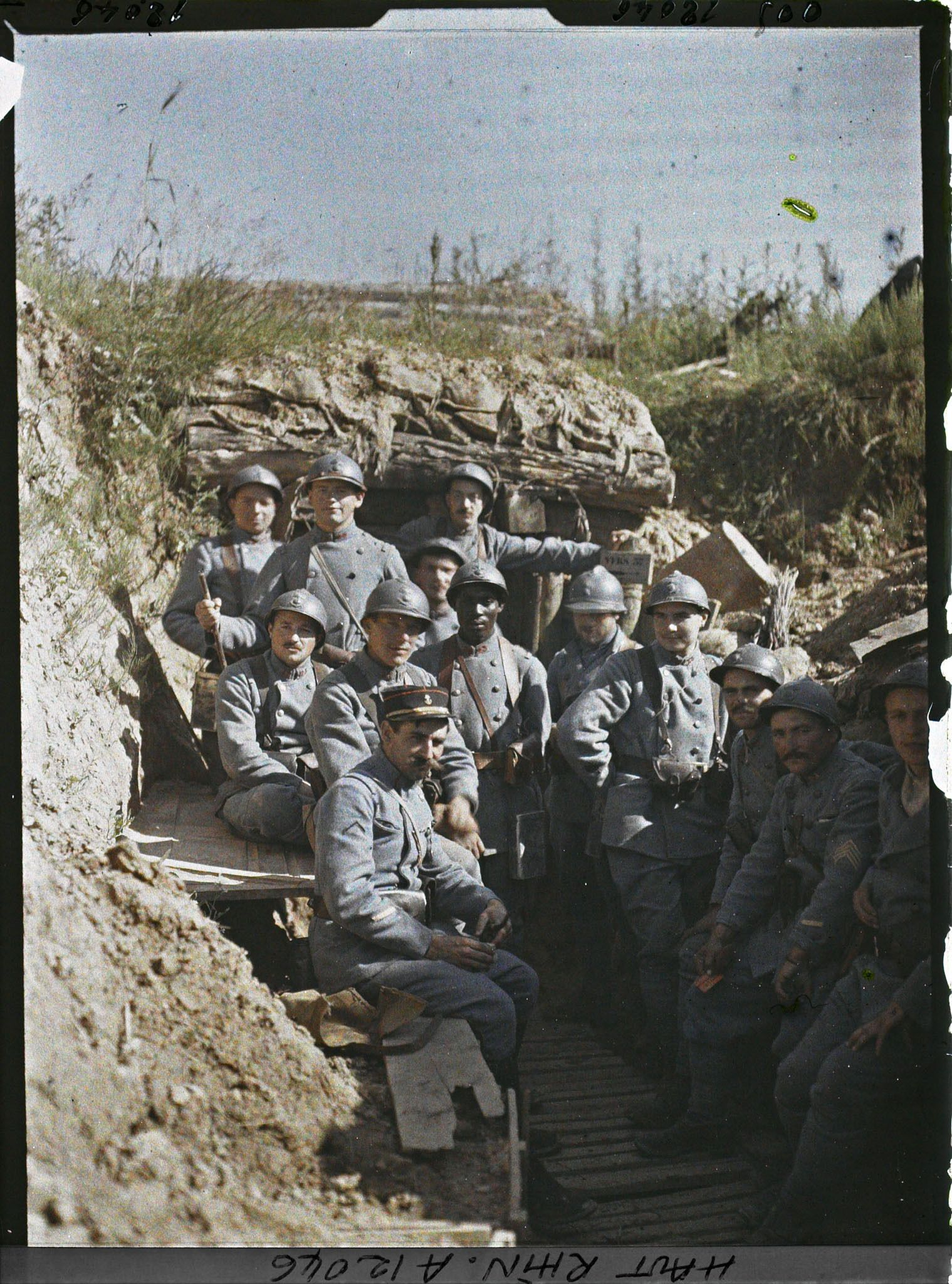
« Tranchée de première ligne : groupe de poilus devant l’entrée d’un abri ». Bois d’Hirtzbach, Haut-Rhin, France, 16 juin 1917.
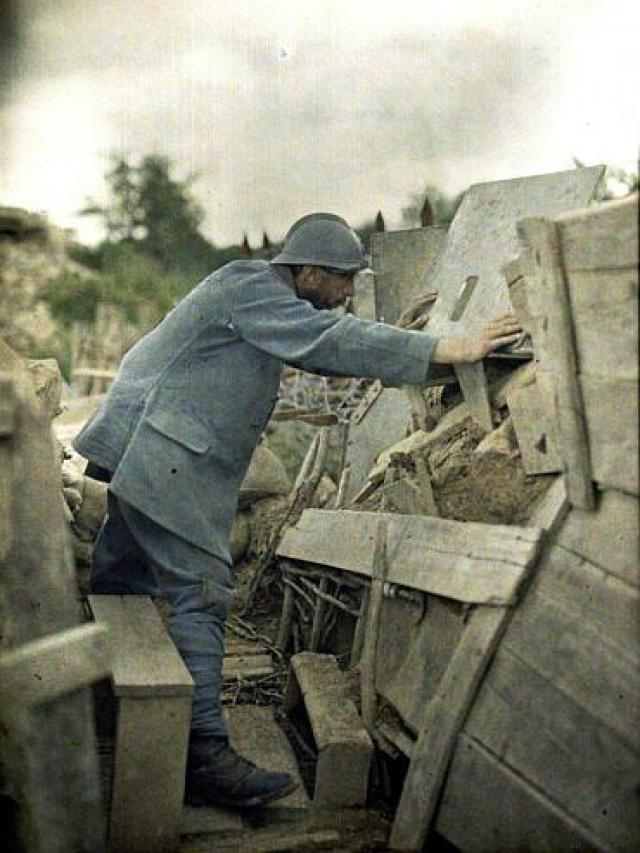
Guetteur au poste de l'écluse 26. Militaire français en observation. Eglingen (Haut-Rhin), France, 23 juin 1917.
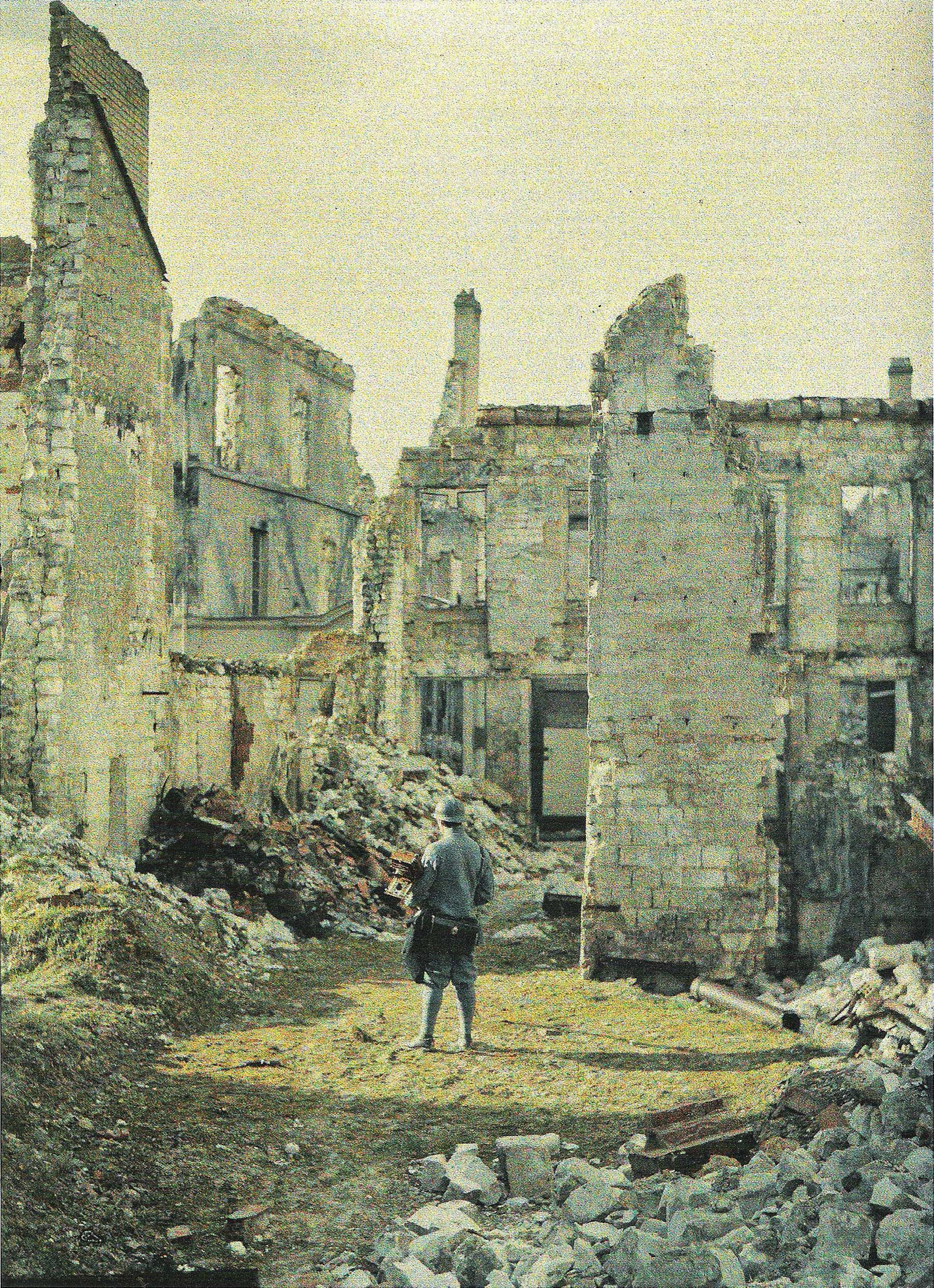
Photographie prise par Fernand Cuville à Reims montrant de dos Paul Castelnau.
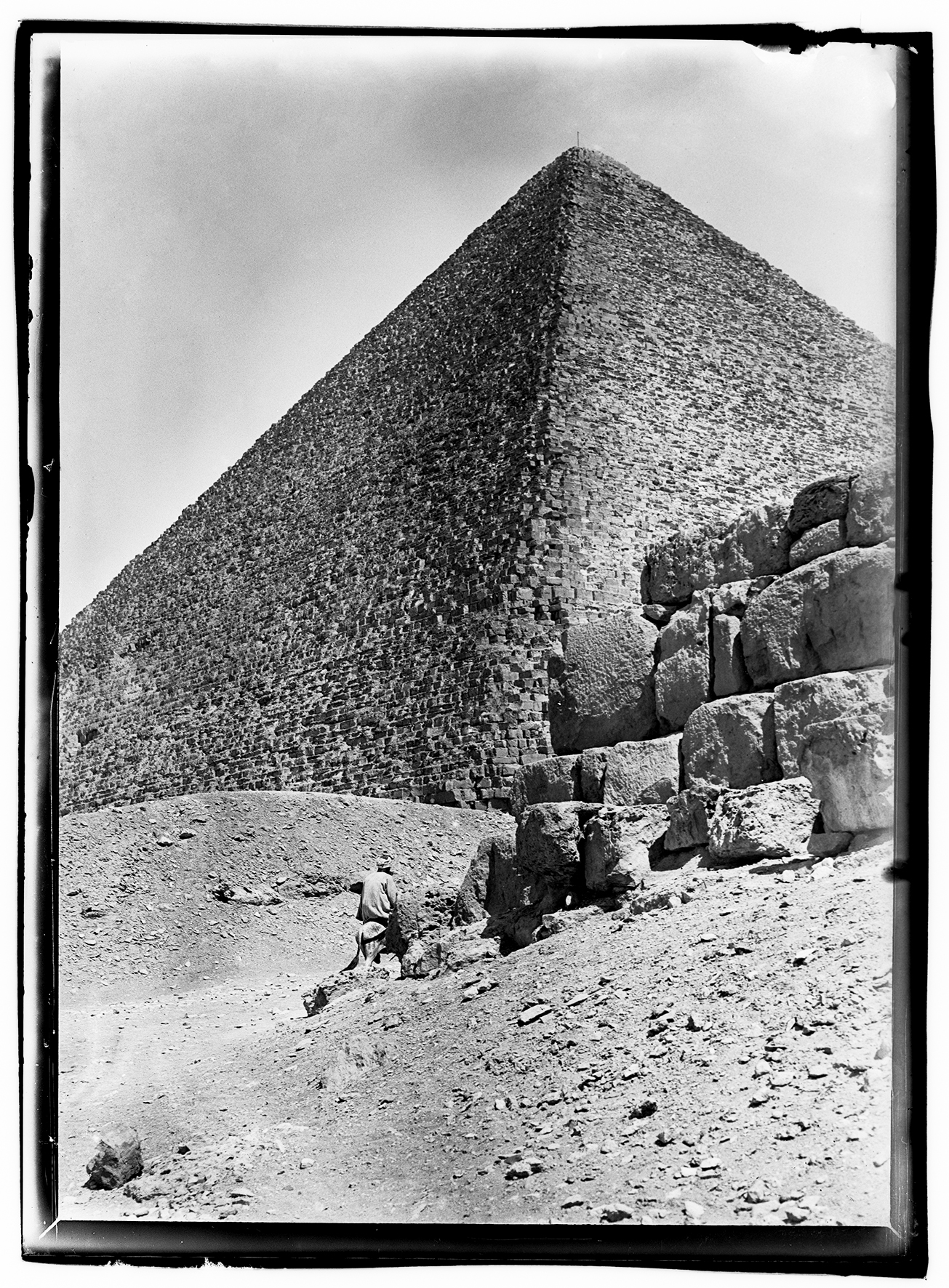
Vue en contre-plongée de la Grande Pyramide. Gizeh, 24 juin 1918.